# Relations entre la Communauté caribéenne et l'Union européenne
Les relations entre la Communauté caribéenne et l'Union européenne reposent notamment sur un accord de partenariat économique entre les deux entités facilitant l'exportation de biens et de services entre les États de la Communauté caribéenne plus la République dominicaine (composant le Cariforum) et les dix-sept territoires caribéens ayant des liens avec l'Union (les régions ultrapériphériques et les pays et territoires d'outre-mer).

## Sources

## Compléments